# Virrat

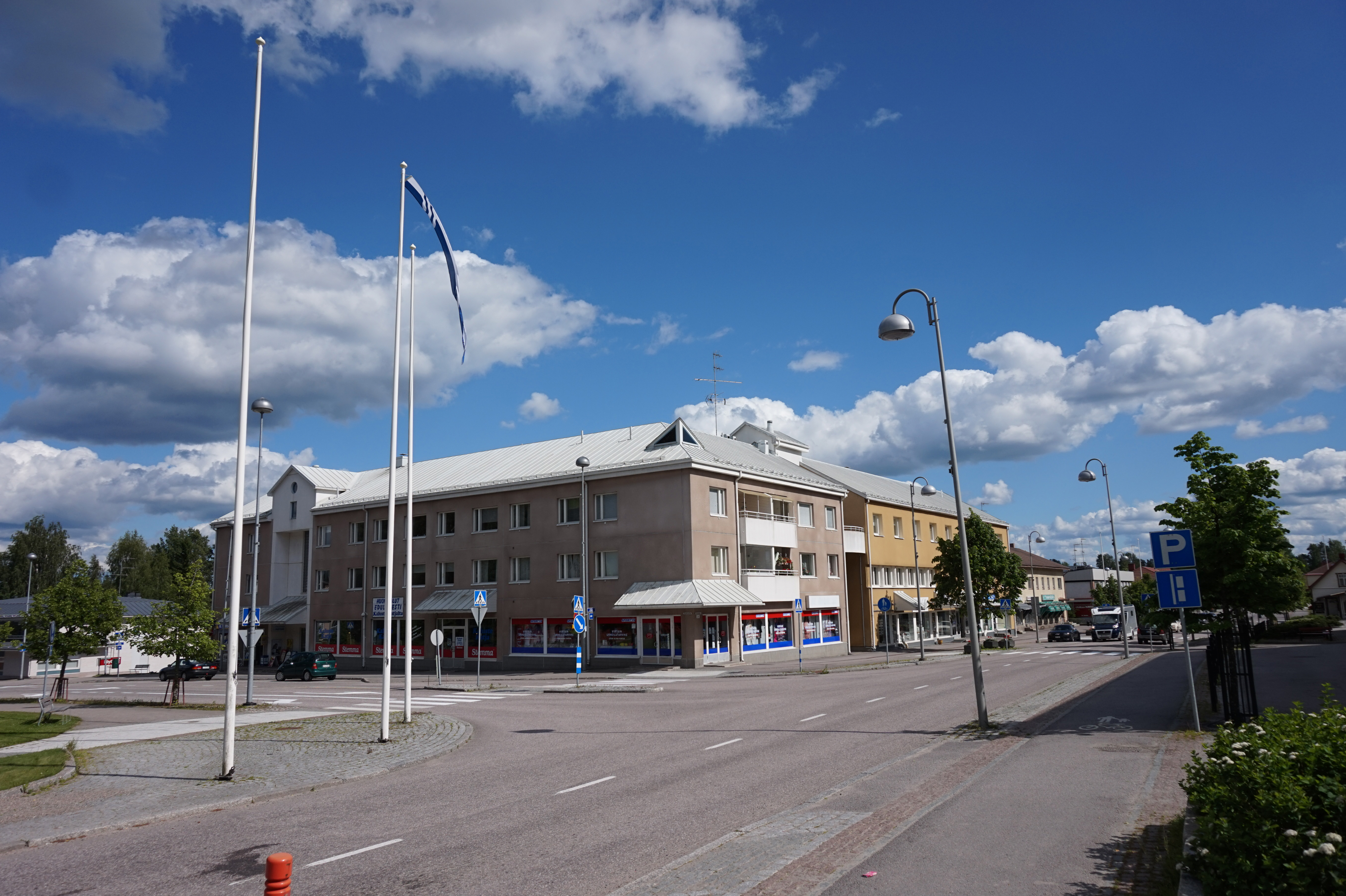
Virrat

Virrat (Virdois trong tiếng Thụy Điển) là một thị xã và đô thị của Phần Lan.
Đô thị này tọa lạc tại tỉnh Tây Phần Lan trong vùng Pirkanmaa. Đô thị này có dân số 7.982 (2003) với diện tích là 1.299,05 km² trong đó có 136,33 km² là diện tích mặt nước. Mật độ dân số là 6,9 người trên mỗi km².
Đô thị này chỉ sử dụng tiếng Phần Lan.
miệng núi lửa Virrat trên Sao Hỏa được đặt tên theo đô thị này.